# Andiamo a lavorare
Andiamo a lavorare (One Good Turn), è un cortometraggio del 1931 con Stanlio e Ollio.

## Trama
Accampati in un boschetto, Stanlio e Ollio si ritrovano senza mangiare e senza vestiti. Con l'unico bene rimasto, l'auto, decidono quindi di tornare in città a fare l'elemosina. Arrivano a casa di una vecchina per chiedere qualcosa da mangiare; la signora accetta ed inizia a preparare loro una sostanziosa colazione mentre i due, in cambio, tagliano un po' di legna per lei.
Mentre mangiano, dalla stanza accanto sentono l'anziana signora disperarsi: le è stato rubato il denaro per pagare l'ipoteca della casa e lo strozzino, venuto a riscuotere, minaccia di abusare di lei e poi di sfrattarla se entro un'ora non gli consegnerà 100 dollari. Stanlio e Ollio, allora, decidono di aiutarla vendendo all'asta la loro auto, per procurarle il denaro necessario. 
Ollio propone, quindi, ad una piccola folla radunatasi attorno all'auto, un'offerta di almeno 100 dollari, spiegando che con quei soldi si potrà salvare una vecchietta dallo sfratto e dalle grinfie di un concupiscente strozzino. Un ubriaco offre i 100 dollari e poi, distrattamente, infila nella tasca di Stanlio, senza che questi se ne accorga, un portafoglio contenente altro denaro. Quando sembra che l'offerta dell'ubriaco sia quella vincente ne arriva una di 124 dollari. Ollio dichiara aggiudicata la vettura a questo prezzo e manda via il piccolo pubblico accorso, compreso l'ubriaco. A fare l'offerta, però, era stato Stanlio che aveva, in realtà, solo comunicato l'ora a un uomo sordo gridando "L'una e ventiquattro". Sfumata la vendita, Ollio scopre il portafoglio che Stanlio aveva in tasca e lo crede il ladro della vecchina. Tra i due scoppia una zuffa che causa la completa distruzione dell'auto. Ollio porta l'amico davanti all'anziana signora a furia di strattoni, calci e spintoni ma Stanlio, piagnucolante, si dichiara giustamente innocente.
La signora scoppia a ridere: tutta la storia del denaro e dello sfratto era solo una prova per una commedia teatrale; il cortometraggio termina con un irritato Stanlio che si vendica sull'amico dell'ingiusta umiliazione subita.

## Produzione
Questo cortometraggio venne unicamente realizzato presso gli Hal Roach Studios di Culver City, California.

## Curiosità
In Italia nel 1947, la comica fu distribuita nel film-collage "Via Convento", con le comiche Il regalo di nozze - Ospiti inattesi - Un marito servizievole,  e questo,  e coi dialoghi leggermente cambiati, in modo che la storia avesse sempre un filo conduttore. Infatti Ollio fa dei riferimenti all'attività illecita di Finlayson, che vorrebbe vendicarsi dopo il matrimonio andato a monte (riferibile alla trama del corto Il regalo di nozze, 1933), e successivamente fa un'altra battuta in cui dichiara: "Sono finiti i tempi di via Convento", vale a dire i tempi di grassa, sempre riferibile al primo corto. Dialoghi assenti nell'originale americano. 
I dialoghi originali sono rispettati fedelmente nel secondo doppiaggio italiano della RAI.